# 아메리칸 항공 그룹
아메리칸 항공 그룹(영어: American Airlines Group)은 미국의 지주 항공사이다. 2013년 12월 9일 AMR 코퍼레이션과 US 에어웨이스 그룹이 합병하여 탄생했다.